# Hebereke
Hebereke (へべれけ) és una sèrie de videojocs desenvolupada per Sunsoft que va ser llançat principalment en Japó, amb uns pocs llançaments en Europa i un llançament en Amèrica. Era una de les franquícies principals de la empresa en els noranta. Hebe, el personatge principal de la sèrie, se va convertir en la mascota principal de Sunsoft en est període del temps, apareixent en el logotip de la empresa en molts jocs i comercials. La sèrie porta escenaris i personatges còmics i surrealistes. El títol de la sèrie ven de un col·loquialisme per a la borratxera. La sèrie porta diferents generes de plataformer a puzle, malgrat tomar lloc en el mateix univers. Encara que hi ha 9 jocs en la sèrie, sol se llançat 3 de ells fora del Japó: Ufouria: The Saga per a la NES, Hebereke’s Popoon per a la SNES i Hebereke’s Popoitto per a la SNES, PlayStation i Sega Saturn. Tots d'aquests jocs sol van ser llançats en Japó i Europa, sense ningun llançament americà, encara que Ufouria: The Saga eventualment se llançarà en la consola virtual de Wii en Amèrica després de gairebé 18 anys i en la consola virtual de Wii U en Amèrica gairebé 22 anys després.
El primer joc de Hebereke per a la Nintendo Entertainment System va ser llançat en la regió PAL sota el títol de Ufouria: The Saga, que va canviar els noms dels personatges principals, mentre que dos de elles ten els seus aparences canviades. Un llançament americà va ser planejat, però se va cancel·lar junt amb Mr. Gimmick degut a seu disseny de personatge peculiar; no obstant això, la versió PAL va ser afegit després a la consola virtual de Wii en Amèrica. Més tard, també se va llançar un set de jocs per a la Super Nintendo baix el nom de Hebereke, que va mantenir els noms i aparences originals de la versió japonesa. 

## Jocs
Sunsoft va usar els personatges i món de Hebereke en una sèrie de jocs per a la Family Computer, Super Famicom, Sega Saturn, PlayStation, màquines arcades i telèfons mòbils.
| Nom                                      | Desenvolupador                                    | Plataforma(es)                             | Gènere           | Fetxa de llançament |
| ---------------------------------------- | ------------------------------------------------- | ------------------------------------------ | ---------------- | --- |
| Hebereke (Ufouria: The Saga)             | FC/NESSunsoft i-modeSpace Out                     | NES/Famicom i-mode                         | Acció i aventura | FC20 de setembre de 1991 NES19 de novembre de 1992 i-mode18 de agost de 2003                                                                                    |
| Hebereke's Popoon                        | SFC/SNESFalcon ArcadeSuccess                      | SFC/SNES i-modeArcade                      | Puzle            | SFC22 de desembre de 1993 ArcadeJuny de 1994 SNES1994 i-mode |
| Sugoi Hebereke                           | SFCSunsoft, OLM i-modeSpace Out                   | SFC i-mode                                 | Lluita           | SFC11 de març de 1994 i-mode2003 |
| Hebereke no Oishii Puzzle wa Irimasen ka | SFCFalcon                                         | SFC                                        | Puzle            | 31 de agost de 1994 |
| Hashire Hebereke                         | Sunsoft                                           | SFC                                        | Córrer dempeus   | 22 de desembre de 1994 |
| Popoitto Hebereke (Hebereke's Popoitto)  | PS1/SaturnSuccess SFC/SNESSunsoft i-modeSpace Out | PlayStation Saturn SFC/SNES i-mode         | Puzle            | Saturn (JPN)3 de març de 1995 Saturn (PAL)1995 PS1 (JPN)26 de maig de 1995 PS1 (EUR)1 de març de 1996 SFC28 de juliol de 1995 SNES30 de setembre de 1995 i-mode |
| O-Chan no Oekaki Logic                   | Sunsoft i-modeSpace Out                           | PlayStation Saturn SFC/SNES Palm OS i-mode | Puzle            | PS19 de setembre de 1995 Saturn17 de novembre de 1995 SFC1 de desembre de 1995 Palm OS/i-mode2002                                                               |
| O-Chan no Oekaki Logic 2                 | Sunsoft                                           | PlayStation WonderSwan                     | Puzle            | PS127 de setembre de 1996 WS6 de gener 2000 |
| Hebereke no Pair Pair Wars               | Sunsoft                                           | Neo Geo                                    | Puzle            | Sense llançar (planejat a llançar-se el 1996) |
| O-Chan no Oekaki Logic 3                 | Sunsoft                                           | PlayStation                                | Puzle            | 11 de gener de 2001 |
| O-Chan no Oekaki desu wa                 | Space Out                                         | i-mode                                     | Puzle            | 2004 |

## Mercaderia

### Còmic
Ryōji Uchimichi, el dissenyador dels personatges de Hebereke, va dibuixar una sèrie de mangas yonkoma basat en els jocs que van ser serialitzats per Tokuma Shoten en la revista japonesa Family Computer Magazine (abreviat com "Famimaga") des del 6 de setembre de 1991. El 3 de setembre de 1993, el còmic va ser renomeado a Sugoi Hebereke (すごい へべれけ), el cual després se va usar per a un joc de lluita per a la Super Famicom. El 30 de setembre de 1995, els primers 2 anys dels còmics publicats van ser llançat en una collecció anomenat Hebereke no Hon (へべれけのほん, El libre de Hebereke), però no es van publicar los que queden. Eventualment, va ser renomeado a Pemopemo (ぺもぺも) el 21 de abril de 1997, abans de cancel·lar-se el 20 de març de 1998 degut a la descontinuació de Famimaga.
Otra sèrie de manga yonkoma basat en els jocs de Hebereke, anomenat Dai Eppyō (だいえっぴょー, Gran Eppyō), va ser llançat el 12 de agost de 2013, publicat per Comic Market en Japó.

### Soundtrack
El 25 de juny de 1994, un CD anomenat Takusan Hebereke (たくさんへべれけ, Un munt de Hebereke) va ser llançat per DATAM Polystar. Porta versions originals de la música dels primers 3 jocs de Hebereke: Hebereke, Hebereke's Popoon i Sugoi Hebereke. També porta el soundtrack d'un altre joc de Sunsoft, anomenat Gimmick! (conegut en Europa com Mr. Gimmick). El soundtrack va ser compost per Naoki Kodaka, Phaseout & Mutec i Masashi Kageyama, i arreglat per Hitoshi Sakimoto.